# Kate Rusby
Kate Rusby (* 4. Dezember 1973) ist eine englische Folk-Sängerin, die im Distrikt Barnsley, South Yorkshire, England lebt.

## Biografie
Kate Rusby wuchs in Barnsley auf. Schon als Kind trat sie auf Folkfestivals auf. Vor ihrer Zeit als Solokünstlerin war sie Leadsängerin der Gruppe The Poozies, war Mitglied der Gruppe Equation und nahm 1995 gemeinsam mit der ebenfalls aus Barnsley stammenden Kathryn Roberts das Album Kate Rusby & Kathryn Roberts auf. Seit 1998 hat Rusby elf Soloalben veröffentlicht. Auf Beachtung außerhalb der Folkszene stieß sie mit ihrem Duett mit dem Irischen Sänger Ronan Keating, All Over Again, ein Top-Ten-Hit im Vereinigten Königreich. Kate Rusby hat vier BBC Radio 2 Folk Awards gewonnen: 2000 als Folk Singer of the Year und für das Best Album, 2002 für den Best Original Song und 2006 als Best Live Act.
Entgegen allen Ratschlägen gründete sie das Plattenlabel Pure Records mit Sitz in Yorkshire als reines Familienunternehmen, das Aufnahmen, Vermarktung, Werbemittelverkauf und Konzertorganisation übernimmt. Dies schafft ihr den nötigen Freiraum, kreative Prozesse ohne Druck zu organisieren.

## Diskografie der Soloalben
- 1998: Hourglass
- 1999: Sleepless
- 2001: Little Light
- 2002: 10
- 2004: Underneath the Stars
- 2005: The Girl Who Couldn’t Fly
- 2007: Awkward Annie
- 2008: Sweet Bells
- 2010: Make the Light
- 2011: While Mortals Sleep
- 2012: 20
- 2014: Ghost
- 2016: Life in a Paper Boat